# Dendrobates
Dendrobates – rodzaj płazów bezogonowych z podrodziny Dendrobatinae w rodzinie drzewołazowatych (Dendrobatidae).

## Zasięg występowania
Rodzaj obejmuje gatunki występujące od południowej Nikaragui przez Kostarykę, Panamę i Kolumbię do Gujany i sąsiedniej Brazylii.

## Systematyka

### Etymologia
- Hysaplesia (Hylaplesia, Hyloplesia): rodzaj Hyla Laurenti, 1768; gr. πλησιος plēsios „sąsiadujący, blisko”, od πελας pelas „blisko”, od πελαζω pelazō „zbliżyć się”[9].
- Dendrobates: gr. δενδρον dendron „drzewo”; βατης batēs „piechur”, od βατεω bateō „stąpać”, od βαινω bainō „chodzić”[2].
- Eubaphus: gr. ευ eu „dobry”[10]; βαφη baphē „farbowanie”, od βαπτω baptō „farbować”[11]. Gatunek typowy: Rana tinctoria Cuvier, 1797.
- Dendromedusa: gr. δενδρον dendron „drzewo”[12]; Meduza (gr. Μεδουσα Medousa, łac. Medusa), w mitologii greckiej córka Forkosa, najmłodsza z trzech Gorgon[13]. Nazwa zastępcza dla Hylaplesia H. Boie, 1827 (= Hysaplesia Boie, 1826).

### Podział systematyczny
Do rodzaju należą następujące gatunki:
- Dendrobates auratus (Girard, 1855) – drzewołaz złocisty[14]
- Dendrobates leucomelas Steindachner, 1864 – drzewołaz żółtopasy[14]
- Dendrobates nubeculosus
- Dendrobates tinctorius – drzewołaz niebieski[14]
- Dendrobates truncatus